# Confederació Nacional Catòlica Agrària
La Confederació Nacional Catòlic-Agrària (CNCA) va ser una organització patronal agrícola espanyola creada el 1917 sobre la Confederació Agrària de Castella-la Manxa, que va sorgir el 1906 impulsada per la jerarquia catòlica. La seva intenció va ser modernitzar l'aparell productiu mitjançant innovacions tecnològiques, concessions de crèdits agraris, formació professional, etc. Protegia la propietat i va intentar evitar costés el que costés l'avanç dels sindicats de classe en el camp.
Estava formada per agrupacions preexistents i li van donar vida propagandistes catòlics que van ser els qui van aportar la inspiració teòrica principal, basada en el catolicisme social, creant al seu voltant una sociologia del treball. El pas de la Confederació regional a la CNCA va suposar deixar de ser una institució eclesiàstica benefico-social recolzada per rics propietaris, a fer-se un instrument d'acció política i social, amb una important professionalització, vigilant l'organització del crèdit agrari, el control dels mercats i la modernització tècnica del camp. Amb aquesta estratègia i el seu vessant confessional, es va estendre no només per la seva zona d'origen, Castella, sinó també per Cantàbria, Extremadura, sud de Galícia, La Rioja, Navarra i Llevant.
Fins a 1920 va créixer de forma considerable quant a nombre d'afiliats i activitats. La crisi va venir a partir d'aquest any quan es va expulsar al seu director, Antonio Monedero, per diferències amb la jerarquia eclesiàstica. Secretari seu en fou José María Gil-Robles y Quiñones El moviment es va reanimar amb la Segona República Espanyola, moment en què sobretot s'afilien propietaris-patrons, però amb un índex d'afiliació molt menor que en la seva època daurada. El seu enfrontament amb els falangistes després de la Guerra Civil va suposar la seva dissolució mitjançant el Decret d'Unificació Sindical de 1941.